# Chambre de métiers et de l'artisanat du Gard
La Chambre de Métiers et de l'Artisanat du Gard est un établissement public économique de l’État qui a son siège à Nîmes. 

## Mission
À ce titre, elle est un organisme chargé de représenter les intérêts des 20 000 entreprises artisanales du Gard et de leur apporter certains services. Elle exerce ses compétences sur le département du Gard(30).
Comme toutes les chambres consulaires, elle est placée sous la tutelle du préfet de région représentant le ministère chargé de l'industrie et le ministère chargé des PME, du Commerce et de l'Artisanat.

## Organisation
La Chambre de Métiers et de l'Artisanat du Gard est unique dans le département du Gard, son autorité est exercée par le Président, assisté d'un bureau constitué d'artisans élus par leurs pairs.
Le Comité de certification Ecopass a certifié le 9 janvier 2009 que son Système de Management a été évalué et jugé conforme aux normes NF EN ISO 9001 et ISO 14 0001 .

### Présidents
- 2005-2010 : Pascal Binelli
- 2010-2016 : Serge Alméras[3]
- depuis 2016 : Henry Brin[4]

## Service aux entreprises
- Défense et représentation des entreprises artisanales.
- Création/transmission d'entreprise (centre de formalités des entreprises).
- Formation initiale (apprentissage)
- Formation continue diplômante (brevet technique des métiers, brevet de maîtrise).
- Aides aux entreprises.
- Aménagement et développement du territoire.

## Historique
La Chambre de Métiers et de l'Artisanat du Gard est née le 21 mai 1942.
Elle est Chambre de Métiers et de l’Artisanat du Gard depuis le 2 novembre 2004.

### IRFMA 30 / CFA
La Chambre de Métiers  et de l'Artisanat du Gard gère l' IRFMA 30 / CFA qui propose par la voie de l'apprentissage les métiers et diplômes suivants ;
- Boucherie ; C.A.P. Préparateur en produit carnés (2 ans), BP boucherie (2 ans).
- Boulangerie ; C.A.P. Boulanger (2 ans), Mention complémentaire Pâtisserie Boulangerie (1 an), Brevet Professionnel Boulangerie (2 ans), Brevet de Maitrise en Boulangerie 2 ans)
- Pâtisserie ; C.A.P. Pâtissier, Confiseur, Chocolatier, Glacier (2 ans), Mention complémentaire pâtisserie (1 an), BTM Pâtisserie (2 ans).
- Chocolatier ; CAP chocolatier (en 2 ans).
- Coiffure ; C.A.P. Coiffure (2 ans), B.P. coiffure (2 ans). Section C.A.P Coiffure également sur Alès.

- Esthétique - Cosmétique ; CAP Esthétique (2 ans), BP Esthétique (2 ans), Brevet de Maitrise en Esthétique (2 ans)
- Prothèse dentaire ; Certificat Techniques des Métiers de Prothèse Dentaire (1 an), Brevet de Technicien des Métiers de Prothèse Dentaire (2 ans)
- Photographie ; BTM Photographe (2 ans).
- Bijouterie en CAP (2 ans)
- Fleuriste ; CAP Fleuriste (2 ans), BP Fleuriste (2 ans), Brevet de Maitrise Fleuriste (2 ans)
- CAP Métiers Divers : possibilité de CAP pour les Métiers Rares.

Pour plus d'infos, rdv ici ou contacter la Chambre de Métiers et de l'Artisanat au 04 66 62 80 00.